# Nationalparks in Mexiko
In Mexiko gibt es 67 Nationalparks (Stand Juni 2019).

## Bestehende Nationalparks
| Name                                                                      | Foto | Bundesstaat             | Fläche in km² | Jahr der Gründung |
| ------------------------------------------------------------------------- | ---- | ----------------------- | ------------- | ----------------- |
| Nationalpark Arrecife Alacranes                                           |      | Yucatán                 | 3.337,69      | 1994              |
| Nationalpark Arrecife de Puerto Morelos                                   |      | Quintana Roo            | 90,67         | 1998              |
| Nationalpark Arrecifes de Cozumel                                         |      | Quintana Roo            | 119,87        | 1996              |
| Nationalpark Arrecifes de Xcalak                                          |      | Quintana Roo            | 179,49        | 2000              |
| Nationalpark Bahía de Loreto                                              |      | Baja California Sur     | 2.065,81      | 1996              |
| Nationalpark Barranca del Cupatitzio                                      |      | Michoacán               | 3,62          | 1938              |
| Nationalpark Benito Juárez                                                |      | Oaxaca                  | 27,37         | 1937              |
| Nationalpark Bosencheve                                                   |      | México, Michoacán       | 104,32        | 1940              |
| Nationalpark Cabo Pulmo                                                   |      | Baja California Sur     | 71,11         | 1995              |
| Nationalpark Cañón del Río Blanco                                         |      | Veracruz                | 556,90        | 1938              |
| Nationalpark Cañón del Sumidero                                           |      | Chiapas                 | 217,89        | 1980              |
| Nationalpark Cascada de Basaseachi                                        |      | Chihuahua               | 58,03         | 1981              |
| Nationalpark Cerro de Garnica                                             |      | Michoacán               | 9,68          | 1936              |
| Nationalpark Cerro de la Estrella                                         |      | Mexiko-Stadt            | 10,93         | 1938              |
| Nationalpark Cerro de las Campanas                                        |      | Querétaro               | 0,58          | 1937              |
| Nationalpark Cofre de Perote                                              |      | Veracruz                | 117,00        | 1937              |
| Nationalpark Constitución de 1857                                         |      | Baja California         | 50,09         | 1962              |
| Nationalpark Costa Occidental de Isla Mujeres, Punta Cancún y Punta Nizuc |      | Quintana Roo            | 86,73         | 1996              |
| Nationalpark Cumbres de Majalca                                           |      | Chihuahua               | 47,72         | 1939              |
| Nationalpark Cumbres de Monterrey                                         |      | Nuevo León              | 1.773,96      | 1939              |
| Nationalpark Cumbres del Ajusco                                           |      | Mexiko-Stadt            | 9,20          | 1936              |
| Nationalpark Desierto de los Leones                                       |      | Mexiko-Stadt            | 18,66         | 1917              |
| Nationalpark Desierto del Carmen                                          |      | México                  | 5,29          | 1942              |
| Nationalpark Dzibilchantún                                                |      | Yucatán                 | 5,39          | 1987              |
| Nationalpark El Chico                                                     |      | Hidalgo                 | 27,39         | 1982              |
| Nationalpark El Cimatario                                                 |      | Querétaro               | 24,48         | 1982              |
| Nationalpark El Histórico Coyoacán                                        |      | Mexiko-Stadt            | 5,84          | 1938              |
| Nationalpark El Potosí                                                    |      | San Luis Potosí         | 20,00         | 1936              |
| Nationalpark El Sabinal                                                   |      | Nuevo León              | 0,08          | 1938              |
| Nationalpark El Tepeyac                                                   |      | Mexiko-Stadt            | 2,94          | 1937              |
| Nationalpark El Tepozteco                                                 |      | Morelos, Mexiko-Stadt   | 232,59        | 1937              |
| Nationalpark El Veladero                                                  |      | Guerrero                | 31,59         | 1980              |
| Nationalpark Fuentes Brotantes de Tlalpan                                 |      | Mexiko-Stadt            | 1,29          | 1936              |
| Nationalpark General Juan N. Álvarez                                      |      | Guerrero                | 5,28          | 1964              |
| Nationalpark Gogorrón                                                     |      | San Luis Potosí         | 250,00        | 1936              |
| Nationalpark Grutas de Cacahuamilpa                                       |      | Guerrero                | 16,00         | 1936              |
| Nationalpark Huatulco                                                     |      | Oaxaca                  | 118,91        | 1998              |
| Nationalpark Insurgente José María Morelos                                |      | Michoacán               | 43,25         | 1939              |
| Nationalpark Insurgente Miguel Hidalgo y Costilla                         |      | México, Mexiko-Stadt    | 15,80         | 1936              |
| Nationalpark Isla Contoy                                                  |      | Quintana Roo            | 51,26         | 1998              |
| Nationalpark Isla Isabel                                                  |      | Nayarit                 | 1,94          | 1980              |
| Nationalpark Islas Marietas                                               |      | Nayarit                 | 13,83         | 2005              |
| Nationalpark Iztaccíhuatl-Popocatépetl                                    |      | México, Morelos, Puebla | 902,84        | 1935              |
| Nationalpark Laguna de Camécuaro                                          |      | Michoacán               | 0,10          | 1941              |
| Nationalpark Lagunas de Chacahua                                          |      | Oaxaca                  | 141,87        | 1937              |
| Nationalpark Lagunas de Montebello                                        |      | Chiapas                 | 60,22         | 1959              |
| Nationalpark Lagunas de Zempoala                                          |      | Morelos, México         | 47,90         | 1936              |
| Nationalpark La Malinche                                                  |      | Tlaxcala, Puebla        | 457,11        | 1938              |
| Nationalpark Lago de Camécuaro                                            |      | Michoacán               | 0,10          | 1941              |
| Nationalpark Lomas de Padierna                                            |      | Mexiko-Stadt            | 6,70          | 1938              |
| Nationalpark Los Mármoles                                                 |      | Hidalgo                 | 231,50        | 1936              |
| Nationalpark Los Novillos                                                 |      | Coahuila                | 0,42          | 1940              |
| Nationalpark Los Remedios                                                 |      | México                  | 4,00          | 1938              |
| Nationalpark Marino Archipiélago de San Lorenzo                           |      | Baja California         | 584,42        | 2005              |
| Nationalpark Molino de Flores Nezahualcóyotl                              |      | México                  | 0,49          | 1937              |
| Nationalpark Nevado de Colima                                             |      | Jalisco, Colima         | 93,75         | 1936              |
| Nationalpark Palenque                                                     |      | Chiapas                 | 17,72         | 1981              |
| Nationalpark Pico de Orizaba                                              |      | Veracruz                | 197,50        | 1937              |
| Nationalpark Pico de Tancítaro                                            |      | Michoacán               | 234,05        | 1940              |
| Nationalpark Rayón                                                        |      | Michoacán               | 0,25          | 1952              |
| Nationalpark Sacromonte                                                   |      | México                  | 0,45          | 1939              |
| Nationalpark Sierra de Órganos                                            |      | Zacatecas               | 11,25         | 2000              |
| Nationalpark Sierra de San Pedro Mártir                                   |      | Baja California         | 729,09        | 1947              |
| Nationalpark Sistema Arrecifal Veracruzano                                |      | Veracruz                | 522,39        | 1992              |
| Nationalpark Tula                                                         |      | Hidalgo                 | 1,00          | 1981              |
| Nationalpark Tulum                                                        |      | Quintana Roo            | 6,64          | 1981              |
| Nationalpark Xicoténcatl                                                  |      | Tlaxcala                | 6,80          | 1937              |
| Nationalpark Zoquiapan y Anexas                                           |      | México                  | 194,18        | 1937              |
| Summe:                                                                    |      |                         | 14.748,44     |                   |

## Ehemalige Nationalparks
Die Nationalparks „Pico de Tancítaro“ und „Nevado de Toluca“ wurden in „Áreas de Protección de Flora y Fauna“ umgewandelt.
| Name                           | Bundesstaat | Fläche in km² | Gründung – Aufhebung | Foto |
| ------------------------------ | ----------- | ------------- | -------------------- | ---- |
| Nationalpark Pico de Tancítaro | Michoacán   | 231,54        | 1940–2001            |      |
| Nationalpark Nevado de Toluca  | México      | 467,84        | 1936–2013            |      |